# 竹阿弥
竹阿弥（ちくあみ）は、戦国時代の人物。通説では太閤豊臣秀吉（藤吉郎）の生母仲（大政所）の再婚相手（秀吉の継父）で、小一郎（豊臣秀長）と旭（駿河御前）の実父とされている。ただし後述するように通説には矛盾点が多い。『絵本太閤記』の江戸時代中期頃から木下弥右衛門と同一人物ともされ、現代でもその説を支持する歴史学者もいる。名前は筑阿弥とも書く。

## 略歴
竹阿弥の出自は諸説ある。一部は矛盾するような情報も含まれる。
『祖父物語』では「竹アミ」は「信長の同朋衆、尾州ハサマ村の人」、『諸系譜』では「春日井郡迫間村人、織田備後守信秀ノ同朋衆タリ、後中村ニ住シ、お仲、入聟トナル」とある。『太閤素生記』では、下記のように、竹阿弥は（木下弥右衛門と同じく）尾張国中村（中々村）生まれで、織田信秀の同朋衆であったとし、病気で職を辞して故郷に退いていて、前夫と死別した仲と再婚し、入婿となったと書かれている。
『太閤素生記』では、竹阿弥は秀吉ととも（瑞龍院日秀）の継父にあたるとし、小一郎と旭の実父とするが、その親子関係の記述には問題があった。小一郎こと豊臣秀長の生年は天文9年（1540年）で、旭（朝日姫）の生年は天文12年（1543年）であり、『瑞龍寺差出』によれば同じ天文12年に弥右衛門は亡くなっているので、『太閤素生記』がこれを異父弟妹とするのは誤伝である可能性があるからだ。生没年から考えれば、小一郎と旭も弥右衛門の子であると考えた方が筋が通り、とも・秀吉・小一郎・旭の全員が弥右衛門の子であるという見方もできる。他方で、瑞龍寺の史料から、とも・秀吉・小一郎・旭の全員が父母を同じくするとすれば、（ともの父親の法名）「妙雲院殿栄本」の俗名がわからないのであるから、兄弟全員が竹阿弥の実子である可能性や、（後述するような）弥右衛門と竹阿弥が同一人物である可能性も、否定出来ないとする指摘もある。
また、『尾州志略』では竹阿弥を継父とするものの、秀吉を蜂須賀郷蓮華寺（蓮華院）の僧の私生児として実父不明としている。曲亭馬琴の『平豊小説弁』では、秀吉は母の野合の子（未婚の子の意味）あり、生来父なし子であって、木下弥右衛門を継父、竹阿弥を假父（かふ）としている。『平豊小説弁』で竹阿弥は「織田家の茶坊主」と描写される。
一方、『甫庵太閤記』（所謂、太閤記）では、秀吉の父は竹阿弥とされているが、母が懐中に日輪を入れる夢をみて懐妊したという日輪受胎伝説が書かれており、厳密には誰の子なのかよくわからない記述である。竹阿弥を秀吉の父とするのは、もっと簡素な記述であるが『朝日物語』も同じである。太閤記では、竹阿弥は同じく尾張国愛知郡中村の住人とされているが、織田大和守の家来となっている。竹阿弥は日吉丸（秀吉）を「類い希なる稚立（おさなだち）にして尋常の嬰児にはかはり、利根聡明なり」がために、出家させて学問を修得させようとして光明寺の門弟としたとされている。秀吉は寺で騒動を起こして家に送り返されると、父の折檻を恐れて報復に僧達を打殺して寺を焼き払ったが、竹阿弥との親子関係は特に悪いようには書かれておらず、家が貧しいがゆえに10歳の頃より放浪することになったとしている。その後、遠江国の松下之綱に仕えた後、織田信長に仕える際にも「竹阿弥入道の子」として秀吉は自らを紹介している。
他方で、『絵本太閤記』は、『太閤素生記』と『甫庵太閤記』両記の折衷のような内容で、秀吉の実父を弥右衛門と同一人物と考えられる「弥助」として、弥助昌吉という人物とする。ちなみに弥右衛門を弥助とするのは『尾陽雑記』などでも見られる記述である。この弥助は織田家の足軽としてとして戦い、膝口を射られて負傷で働けなくなったために、郷里に戻り、弥助（弥右衛門）が出家して「竹阿弥」と名乗ったとされている。弥助が竹阿弥となったする説は、『豊臣系圖』も同様である。歴史学者の黒田基樹は、「秀吉の父・弥右衛門が清洲織田家に仕えた後に何らかの事情で出家して竹阿弥と名乗ったが、天文12年に早世したために家は没落し、幼い秀吉は他所奉公に出ることになった。『太閤素生記』は弥右衛門と竹阿弥を別人だと誤認したものである」と述べ、清洲織田家の武家奉公人であった木下弥右衛門と同一人物であり、弥右衛門の出家後の法号が竹阿弥（筑阿弥）であったとしている。
秀吉と継父・竹阿弥の不和を描くのは、「竹阿弥継父ナレハ心ニ不合コト有テ」という記述がある『太閤素生記』である。本来の『太閤記』にはない内容であるが、講談となってさらに通俗化された『真書太閤記』では、竹阿弥を継父とする内容が途中に加わり、継父と馬が合わなかった秀吉が（再度）家を飛び出すという筋書きに変わっており、竹阿弥の出番も増えて細かな内容が加筆された。これが広まって竹阿弥には秀吉に辛くあたった継父というイメージが付いているが、大半は講談の創作に過ぎない。
竹阿弥は弥右衛門との混同があるため、没年も不明である。別人であるとしても、以後登場しないので、秀吉の立身出世の前に亡くなったと考えられる。

## 関連作品
ドラマ
- 秀吉（1996年、NHK大河ドラマ）演：財津一郎